# Fronte del Caucaso
Il termine Fronte del Caucaso (in russo Кавказский фронт?) ha un duplice significato, uno relativo ad un insieme di campagne militari, l'altro si riferisce ad una grande unità militare dell'Esercito Imperiale Russo costituita nell'aprile 1917, a seguito della riorganizzazione dell'Armata del Caucaso, e dispiegata durante la prima guerra mondiale.

## Il teatro militare
La storia militare russa considera la Campagna del Caucaso e la Campagna di Persia come un unico teatro militare della Grande guerra, visto che entrambe le campagne  militari furono sotto il controllo prima del conte Illarion Ivanovič Voroncov-Daškov (viceré e governatore generale del Caucaso russo fino all'agosto 1915) e poi del generale Nikolaj Nikolaevič Judenič (capo di stato maggiore dell'armata del Caucaso fino al maggio 1917), pertanto il termine fronte del Caucaso permette anche di individuare l'insieme di queste due campagne.
Dal punto di vista della partecipazione delle potenze occidentali (principalmente l'impero britannico), queste due campagne si considerano separate e furono condotte da diverse forze di spedizioni militari impegnate nel teatro di guerra del Medio Oriente. 
Questa "prospettiva separata" viene mantenuta con riferimento alle attività militari dell'Impero ottomano. La Terza Armata Ottomana fu impegnata principalmente nella Campagna del Caucaso, mentre la Seconda, inviata su questo fronte nel 1916, fu impegnata nella Campagna di Persia.